# I gendarmi della memoria
I gendarmi della memoria è un saggio di Giampaolo Pansa del 2007, nel quale l'autore ribatte alle critiche suscitate dai suoi libri precedenti sui crimini commessi durante e dopo la guerra civile in Italia alla fine della Seconda guerra mondiale, arricchendo la sua narrazione anche con nuovi casi di cui nel frattempo è venuto a conoscenza.

## Contenuto

### A chi legge
L'autore fa una rassegna delle contestazioni (alcune delle quali si configuravano come vere e proprie aggressioni) subite, a causa dei libri pubblicati in precedenza sull'argomento, da parte di coloro che chiama "Gendarmi della Memoria", indicando con quest'espressione tutti quelli che, a causa di una malafede dettata dall'ideologia, non vogliono che si parli dei crimini commessi dai partigiani.

### Parte prima
L'autore parte dallo scontro tra l'allora Presidente della Camera dei deputati Fausto Bertinotti (ribattezzato "Il Parolaio") e il parlamentare di Rifondazione Comunista Marco Rizzo (chiamato "Il Pelatone"), che l'accusava di legittimare il revisionismo storico.
Si passa poi a rievocare le contestazioni subite a Reggio Emilia, alla presentazione da La grande bugia, ad opera di sedicenti antifascisti che avevano rivendicato senza rimorso le stragi postbelliche, in particolare quella di Schio. Molti giornalisti di varia estrazione politica, nonché il presidente della repubblica Giorgio Napolitano, avevano espresso solidarietà a Pansa, ma Giorgio Bocca (chiamato "l'Uomo di Cuneo") aveva ribattuto con critiche astiose.

### Parte seconda
L'autore narra degli atti vandalici compiuti a Bassano del Grappa contro la libreria che doveva ospitarlo, accompagnati da contestazioni feroci anche in provincia di Treviso. Sandro Curzi, confrontatosi nel programma televisivo Porta a porta con Pansa e Rizzo, fece un parziale mea culpa sui crimini della Resistenza; d'altra parte Antonio Padellaro, all'epoca direttore de l'Unità, confidò all'autore il proprio disagio a toccare certi argomenti sul suo giornale. Romano Prodi, presidente del consiglio che era stato oggetto anch'egli di pesanti contestazioni, tese a minimizzare l'apporto della sinistra al clima d'odio che si era instaurato nel paese.

### Parte terza
L'autore dà spazio a diverse considerazioni di Michele Tosca, ricercatore indipendente piemontese sui caduti della Repubblica Sociale Italiana; si sofferma quindi sugli abusi compiuti in Emilia-Romagna da parte di ex resistenti e si pone delle domande sull'efficienza della polizia partigiana.

### Parte quarta
L'autore fa una rassegna di abusi sessuali, stupri e uccisioni di donne fasciste (o supposte tali) in Piemonte e di omicidi mirati di personaggi in vista.

### Parte quinta
Pansa s'interroga sull'ossessione, tutta di sinistra, per il revisionismo storico, e constata i libri a tematica "revisionista" sono sempre più apprezzati dai lettori. Annota quindi i diversi atteggiamenti registrati al riguardo tra i dirigenti dei Democratici di Sinistra, da Piero Fassino a Luciano Violante: più incline all'autocritica il primo, più fedele all'ortodossia resistenziale il secondo. Evidenzia poi le critiche da parte di certi storici accademici di sinistra come Nicola Tranfaglia, che tuttavia dopo aver attaccato Renzo De Felice per anni per i suoi studi sul Fascismo ne avevano riconosciuto il valore scientifico. Constata tuttavia che parlare dell'esodo giuliano-dalmata sia ancora scomodo per parte della sinistra italiana.

### Parte sesta
L'autore espone diverse testimonianze di esuli istriani e casi in cui ricordare la passata adesione di qualcuno alla RSI, anche se puramente formale, si trasformava in uno stigma sociale. Narra inoltre ci casi di reduci della Guerra civile spagnola nel campo antifascista che erano stati considerati personaggi scomodi e per questo erano stati eliminati, probabilmente dai loro stessi compagni,

### Parte settima
L'autore ricorda le polemiche che imperversarono nella sinistra italiana, che in buona parte avevano coinvolto dei cosiddetti "gendarmi", in occasione della prima crisi del Governo Prodi II a inizio 2007, e della nascita del Partito Democratico qualche mese dopo. 
Per concludere, rievoca la vicenda di un padre e di un figlio, Luigi e Umberto Margini, prelevati a Reggio Emilia dai partigiani il 25 aprile 1945 e mai più ritrovati.

## Edizioni
- Giampaolo Pansa, I gendarmi della memoria, Saggi. Storia, Milano, Sperling & Kupfer, 2007,  pp. XVI-503, ISBN 978-88-200-4391-9.